# ワーワーワールド
「ワーワーワールド」は、日本のボカロP・Mitchie M×ギガP制作のVOCALOID楽曲。アプリゲーム『プロジェクトセカイ カラフルステージ! feat. 初音ミク』のテーマソングとして、2020年8月5日に発表され、ボーカルシンセサイザーの初音ミク・鏡音リンが歌唱する。
また、セカイver.はテレビアニメ『ぷちセカ』のエンディングテーマ曲としても使用された。

## 評価
2021年6月現在、YouTubeに投稿された動画は200万以上の再生数を記録している。また、ニコニコ動画に投稿された動画は同月現在で30万以上の再生数を記録している。

## 収録シングル
- 『ワーワーワールド』（アーティスト: Mitchie M × ギガP、2020年配信）
- 『セカイ/ワーワーワールド/群青讃歌』（セカイver.収録、2021年12月8日発売[1]）